# Preben
Preben  è un nome proprio di persona danese maschile.

## Origine e diffusione
Continua l'antico nome danese Pridbjørn, che a sua volta era una forma scandinava medievale dello slavo Pritbor, alterato per associazione con il termine norreno bjørn ("orso"): è composto da prid ("primo", "che guida") e bor (o boru, "battaglia" da cui forse anche il nome Boris).
La sua popolarità è in calo.

## Onomastico
Nessun santo porta il nome Preben, che è quindi adespota; l'onomastico si può festeggiare il 1º novembre, giorno di Ognissanti.

## Persone

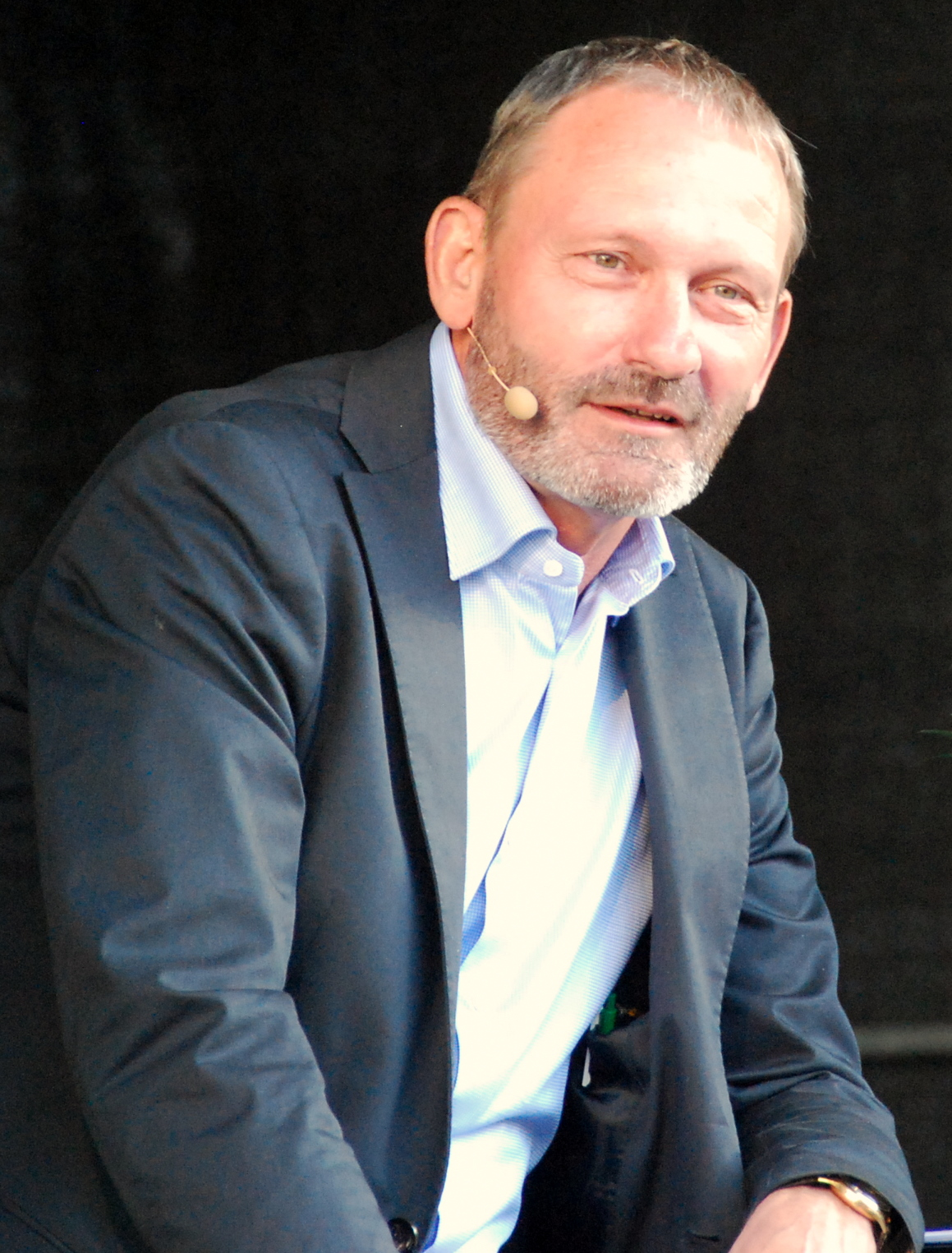
Preben Elkjær Larsen

- Preben Fjære Brynemo, combinatista nordico norvegese
- Preben Jensen, calciatore danese
- Preben Elkjær Larsen, calciatore danese